# مونخ-نیورله
مونخ-نیورله (به فرانسوی: Muncq-Nieurlet) یک کمون (فرانسه) در فرانسه است که در پا-دو-کاله واقع شده‌است. مونخ-نیورله ۱۱٫۴۴ کیلومتر مربع مساحت دارد ۵۲ متر بالاتر از سطح دریا واقع شده‌است.